# Charles Darwin

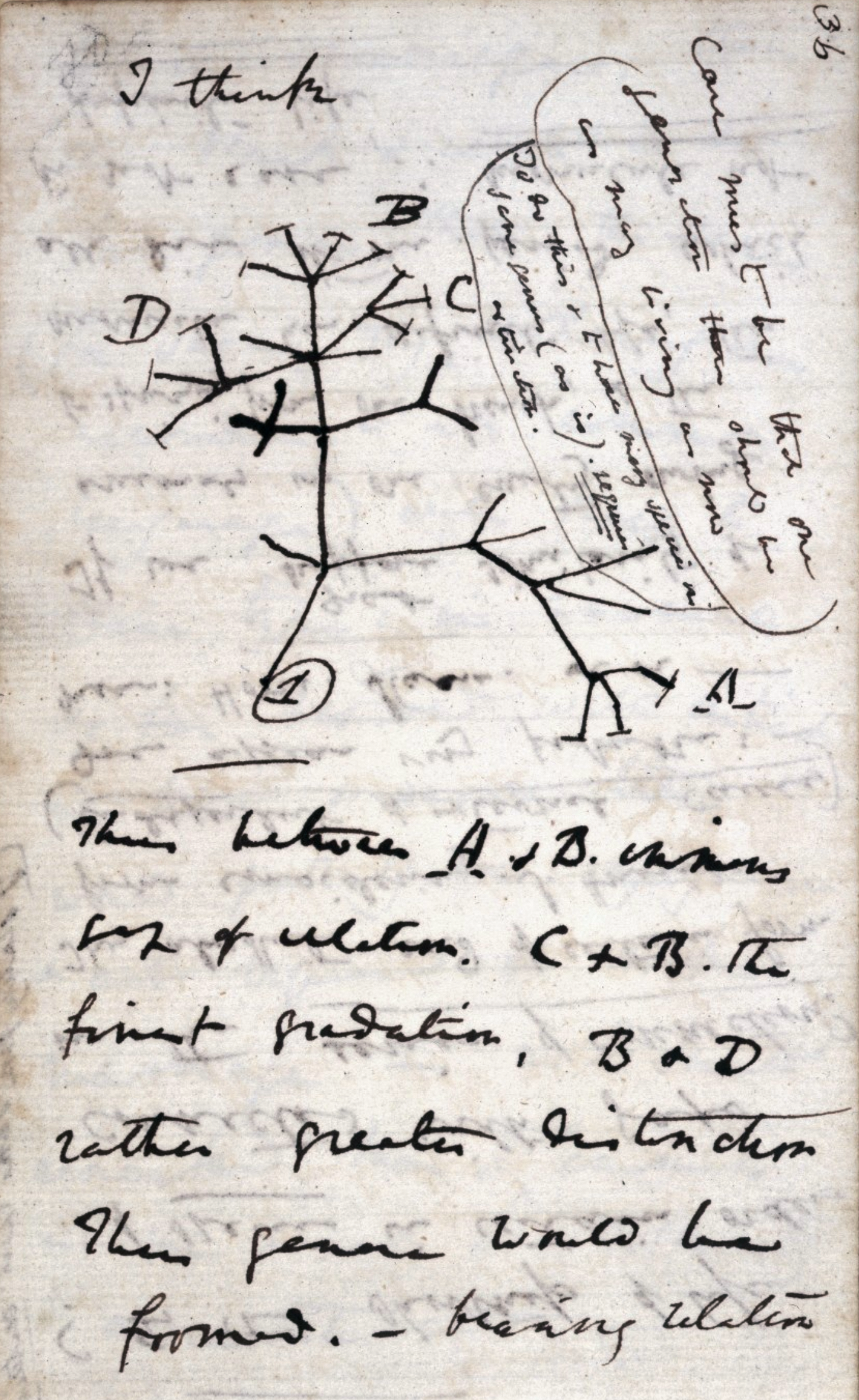
1837 júliusának közepén Darwin elkezdte a „B” jegyzetfüzetét a fajok átalakulásáról, és a 36. oldalon leírta az „Azt hiszem” szavakat első evolúciós fája fölé.

Charles Robert Darwin (Shrewsbury, Shropshire, 1809. február 12. – Downe, 1882. április 19.) angol természettudós, a biológiai evolúció egyik felismerője, egyúttal névadója (darwinizmus), George Darwin angol természettudós apja, Charles Galton Darwin fizikus nagyapja. Botanikai szakmunkákban nevének rövidítése: „Darwin”.

## Származása
Apja Robert Waring Darwin (1766–1848) Shrewsbury köztiszteletben álló orvosa volt, apai nagyapja Erasmus Darwin (1731–1802), a tekintélyes szabadgondolkodó orvos és költő, a Zoonomia szerzője. Anyja Susannah Wedgwood (1765–1817) volt, anyai nagyapjai a fazekas Josiah Wedgwood (1730–1795). Két nagyanyja Sarah Wedgwood (1734–1815) és Mary Howard (1740–1770).
Ötödik gyermekként, második fiúnak született. Nővérei Marianne (1798–1858), Caroline Sarah (1800–1888), Susan Elizabeth (1803–1866), húga Emily Catherine (1810–1866), bátyja Erasmus Alvey Darwin (1804–1881).

## Élete, munkássága

### Gyermekkora
Nyolcéves koráig otthon, Caroline nővérétől tanulta a betűvetést. 1817 tavaszán a helyi iskola bejáró tanulója lett; ebben az időben kezdett ásványokat, kagylókat, pecséteket és pénzérméket gyűjteni. 1817. július 15-én 52 éves édesanyja egy hirtelen támadt, fájdalmas bélbetegségben meghalt. A ház vezetését nővérei, Marianne és Caroline, majd később húgaik vették át. Charles 1818-tól bentlakó lett a Shrewsbury-i iskolában, ahová bátyja, Erasmus is járt. Bár az iskola csak 15 perc gyalogútra volt a családi kúriától, a kollégium elszakította őt a támogató családi környezettől, viszont közelebb hozta Erasmus bátyjához.
Darwint már a shrewsbury-i iskolában is élénken érdekelte a természetrajz. Hosszú sétákon behatóan megfigyelte környezetét, és közben növényeket gyűjtött. Gyakran merült el apja könyvtárának egy-egy kötetében. 1822-ben, amikor Erasmus már végzős, Charles pedig 13 éves volt, bátyja rövid ideig, ám szenvedélyesen a kémia iránt kezdett érdeklődni. Könnyen rá tudta beszélni Charlest, hogy legyen az asszisztense a családi kúriában berendezett laboratóriumában, amelynek felszerelését apjuk 50 font körüli összeggel támogatta. Miután Erasmus a következő évben Cambridge-be ment, Charles használta a laboratóriumot.
Erasmus a családi hagyományokat követve orvosnak tanult. Nem érezte azonban elég elhivatottnak magát, és unalmasnak találta az oktatást a Cambridge-i Egyetemen, ahol sokkal inkább érdekelték a tanrenden kívüli tevékenységek. Charles ugyanilyen egyhangúnak találta az Erasmus nélküli életet Shrewsbury-ben, ahol a kötött rendben végzett iskolai munkánál jobban kedvelte a sportokat. Ezért 1825-ben orvos apja kivette őt az iskolából, és néhány hónapra maga mellé vette asszisztensnek abban a reményben, hogy így talán fölszed valamit a Darwin család orvosi hagyományaiból. Ezután, amikor Charles még csak 16 éves volt, Edinburgh-ba küldte őt orvostant hallgatni.

### 1825–1826, az Edinburgh-i Egyetem
Apja azt akarta, hogy mindkét fia orvosnak tanuljon. Darwin két évet töltött el az Edinburgh-i Egyetemen, de nem bírta nézni az ekkor még érzéstelenítés nélkül végzett műtéteket. Végül emiatt hagyta ott az egyetemet.
A fordulópont akkor következett be, amikor végignézett két műtétet, amelyek közül az egyiket egy gyermeken hajtották végre. Az üvöltő gyerek látványa különösen mély benyomást tett rá, amiről később önéletrajzában (Autobiography) így írt: „Elrohantam, még mielőtt befejezték volna. Soha többé nem vettem részt műtéten, aligha lett volna olyan nyomós ok, ami erre késztethetett volna. Ez még jóval a kloroform áldott bevezetése előtt történt. E két eset emléke még évekig kísértett.”
Mivel képtelen lett volna apja előtt beismerni kudarcát, 1826 októberében visszatért Edinburgh-ba, látszólag azzal a szándékkal, hogy folytassa orvosi tanulmányait, valójában azonban a természetrajz szakra iratkozott be, ahol geológiai előadásokat hallgatott, és Robert Grant (1793–1874) befolyása alá került. Grant skót összehasonlító anatómus volt, a tenger élővilágának nagy szakértője, akit különösen a tengeri csigák bilincseltek le.
Az evolúció híveként Jean-Baptiste Lamarck nézeteit támogatta, de bizonyos mértékig magáévá tette Étienne Geoffroy Saint-Hilaire-nek az univerzális testfelépítésre vonatkozó nézeteit is. Ezeket az elgondolásokat átadta a fiatal Darwinnak (aki már orvosi vonatkozásai miatt olvasta a Zoonomiát, bár önéletrajza szerint abban az időben még nem hatottak rá a könyvben az evolúcióról olvasható gondolatok). Mindezek hatására Darwin maga is vizsgálni kezdte a tengerparton található élőlényeket. A geológiában megismerkedett a neptunisták nézeteivel, hogy a Föld felszíni alakzatait a víz formázta, de hallott a plutonistákról is, akik szerint a változások mozgatóereje a hő volt (és inkább az utóbbi magyarázattal szimpatizált). Mivel tovább nem tarthatta fenn az orvosi tanulmányok látszatát, végleg elhagyta Edinburgh-t – anélkül, hogy a végzettségét tanúsító oklevelet megszerezte volna.

### Teológiai tanulmányok a Cambridge-i Egyetemen
Amikor Darwin otthagyta az orvosi egyetemet, apja megijedt, hogy kisebbik fia becsületes munka nélkül marad, így sebtében a Cambridge-i Egyetemre küldte teológiát tanulni. Itt, a Christ's College tagjaként került először kapcsolatba a természetrajz több tekintélyével. Három egymást követő évben látogatta John Stevens Henslow fiatal tiszteletes és botanikaprofesszor óráit. A botanikus professzor Henslow felkeltette érdeklődését a zoológia és a botanika iránt. Darwin benne látta a jövőjét, mindenkinél inkább ő volt olyan ember, amilyenné maga is válni szeretett volna. Papi természettudós, illetve professzor – olyasvalaki, akit apja elfogadott volna. Kételkedett saját hitében, az akkori teológiai munkákban de nem talált semmi olyasmit, amit ne tudott volna elhinni. Végül 1828-ban kijelentette, nem érzi magát eléggé eltökéltnek, hogy belépjen az egyházba. Az 1831. januári BA (Bachelor of Arts) vizsgán a 178-ból tizedik lett, ami őt magát is meglepte. Tanulmányait befejezve is Cambridge-ben maradt, érdeklődése egyre inkább a geológia felé fordult.

### A Beagle fedélzetén
1831. augusztus 29-én, egy Adam Sedgwick geológus által vezetett tudományos túráról Shrewsbury-be visszatérve egy levelet talált az asztalán: egyik cambridge-i tanára, George Peacock lehetőséget ajánlott neki egy világ körüli tudományos útra. Az expedíciót Peacock egyik barátja, az Admiralitáson szolgáló Francis Beaufort kapitány (1774–1857) (akinek nevét a szélerősségek róla elnevezett skálája őrizte meg) javasolta. 
A Földet a HMS Beagle hajón, Robert FitzRoy kapitány parancsnoksága kívánták megkerülni. A kapitány olyan embert keresett, aki elkísérné őt az útra, hogy a helyszínen tanulmányozhassa mindenekelőtt Dél-Amerika természetrajzát. Darwint Henslow javasolta. Az Admiralitás nagyon szerette volna, ha olyan lelkes természetbúvár jelentkezik, aki valamiféleképpen profitálhat a dél-amerikai és (talán) az egész világ körüli expedíció nyújtotta lehetőségből. A kiválasztandó kutatónak magának kellett fedeznie utazása költségeit.
Darwin apja először hallani sem akart az egészről, de idővel beleegyezett, és fia minden költségét állta. A háromárbócos, 27 méter (90 láb) hosszú Beagle 1831. december 27-én bontott vitorlát; Charles Darwin ekkor még 23 éves sem volt. Az öt évig tartó úton eljutottak a Zöld-foki-szigetekre, Brazíliába, Montevideóba és Buenos Airesbe, Tűzföldre, a Falkland-szigetekre, Patagóniába, Dél-Amerika nyugati partjára, a Galapagos-szigetekre, Tahitire, Új-Zélandra, Ausztrália több városába, a Kókusz (Keeling)-szigetekre, Mauritiusra és Fokvárosba.
Darwin nem volt öt teljes évig bezárva a hajón, hanem nagy kutatóutakat tett Dél-Amerikában, amíg a hajó hivatalos, földmérő feladatait végezte. Neve a tudományos berkekben elsősorban nem biológusként, hanem geológusként vált ismertté, mert útjáról főleg ősmaradványokat és más geológiai mintákat küldött haza. Chilében átélt egy erős földrengést, és saját szemével látta, miként emelkedett az egykori tengerfenék a földmozgás hatására egy méterrel a partvonal fölé, közvetlen bizonyítékot szolgáltatva Charles Lyellnek a Principles of Geology-ban kifejtett nézeteire. Darwin az útra magával vitte Lyell művének első kötetét, a másodikat az expedíció közben kapta meg, a harmadik pedig Angliában várta őt, amikor 1836 októberében hazaérkezett. Immár Lyell szemével látta a világot, ami az aktualizmus meggyőződéses hívévé tette, és alapvetően hatott az evolúcióról vallott nézeteire is. Élete későbbi szakaszában így fogalmazott: „Mindig úgy éreztem, mintha a könyveim felerészben Lyell elméjéből pattantak volna elő, amiért soha nem tudtam elég hálás lenni… Mindig azt tartottam a Principles legjelentősebb erényének, hogy megváltoztatta az ember egész gondolkodásmódját.”

### Hazatérte után
Amikor 1836. október 2-án hazatért, úgy fogadták, hogy arról álmodni sem mert volna. Hamarosan az ország legjelesebb geológusai egyikeként mutatták be Lyellnek. 1837 januárjában a Londoni Geológiai Társaságban előadást tartott arról, hogyan emelkedett meg a tengerpart Chilében (ezt tartotta utazása legszenzációsabb felfedezésének). Azon nyomban a társaság tagjává választották (érdekes módon a Zoológiai Társaság tagságára egészen 1839-ig kellett várnia; abban az évben azonban egyúttal a Royal Societynek is tagja lett). Geológusként szerzett hírneve mellett – Lyell nyomdokain haladva – hamarosan íróként is ismertté vált. Első munkája a Journal of Researches (= Kutatási hajónapló) volt, amelyben Darwin beszámolt az úton végzett munkájáról, FitzRoynak pedig tengerészeti megfigyeléseiről kellett volna írnia. Darwin az úton vezetett naplói alapján hamarosan el is készült az maga részével, a könyv kiadása azonban 1839-ig késlekedett, mert FitzRoynak kötelezettségei mellett nem sok ideje maradt az írásra. Hamarosan nyilvánvalóvá vált, hogy a Darwin által írott rész sokkal nagyobb érdeklődésre tarthat számot, ezért azt Voyage of the Beagle (A Beagle útja) címmel önállóan újra kiadták.
Közvetlen természetrajzi megfigyelései alapján, Lyell elméletét a gyakorlatban alkalmazva kiszámította, mennyi időre volt szükség, hogy a felszíni folyamatok – főleg a víz munkája – a jelenlegi állapotára koptassák le a Weald mészkőfelszínét. Eddigre már világos volt hogy bár ezek a mészkövek meglehetősen idősek, a Föld teljes korához viszonyítva igencsak fiatalok. Számításainak eredményeként a mészkő korára (alsó becslésként) 300 000 000 évet kapott, és ezzel mélyen felháborította a csillagokat (és ebből adódóan a bolygókat is) ennél sokkal fiatalabbnak tartó csillagászokat, elsősorban William Thomsont.
Mit gondoljunk hát az olyan geológiai becslésekről, amelyek szerint 300 000 000 év kellett „a Weald letarolásához”? Mert vajon mi a valószínűbb? Az, hogy a Nap anyagának fizikai állapota 1000-szeresen különbözik a laboratóriumainkban előforduló anyag feltételezett dinamikájától, vagy pedig az, hogy a viharos tenger és a szűkületekben kialakuló, rendkívül heves árapály 1000-szer gyorsabban pusztítja a mészkősziklákat a Darwin úr szerinti évszázadonként 1 inchnél? – háborgott replikájában a későbbi lord Kelvin.

### Házasság, gyermekek
1839-ben – abban az évben, amikor 30 éves lett, megjelent a Journal, és Darwint beválasztották a Royal Society-ba – feleségül vette unokatestvérét, Emma Wedgwoodot. Darwin és Emma házassága hosszú és boldog volt; csak Darwin betegeskedése és több gyermekük korai halála árnyékolta be. A felnőttkort megérő gyermekeik közül nem egy ugyancsak kiválónak bizonyult a maga területén. Darwin betegeskedésének okát nem sikerült pontosan kideríteni; gyaníthatóan egy trópusi fertőzés lehetett.

### „A fajok eredetének” kidolgozása
Darwin Angliába visszatérve először Londonban telepedett le, de 1842-ben elköltözött a fővárosból, amiben nem kis szerepet játszott a zűrzavaros politikai helyzet. A különféle reformerek, például a chartisták demonstrációkat tartottak a főváros utcáin, és többször bevetették ellenük a hadsereget. Darwinék a Kent grófságbeli Down községben a Down-házba költöztek – a falu nevét később Downe-ra változtatták, a ház nevének írásmódja azonban megmaradt; Downe jelenleg Nagy-London része.
Gyakori tévhit, hogy Darwin már a hajóúton megfogalmazta evolúcióelméletét. Mire hazaért, már valóban biztos volt abban, hogy az evolúció létezik, de még nem találta meg működésének mechanizmusát. 1837-ben nyitotta meg első jegyzetfüzetét The Transformation of Species (A fajok átalakulása) címmel. Ebben fejtette ki – csak saját magának – aktuális gondolatait az evolúcióról, miközben geológiai cikkeket publikált. Döntő inspirációt kapott 1838 őszén, nem sokkal házasságkötése előtt, amikor elolvasta Thomas Malthus (1766–1834) híres, Tanulmány a népesedés alapelvéről (Essay on the Principle of Population) című dolgozatát.
Malthus érveire hivatkozva a 19. században a politikusok azt hangoztatták, hogy eleve kudarcra vannak ítélve a munkásosztály életkörülményeit jobbítani igyekvő erőfeszítések, hiszen a jobb életkörülmények nagyobb szaporulatot eredményeznek, a megnövekvő népesség pedig feléli a bőségesebb javakat. Így a szegénység változatlan marad, sőt, sokkal többen szenvedik el annak hátrányait. Darwin a könyvet olvasva egészen más következtetésekre jutott. Immár megvoltak az evolúció működésének elemei – a népesség szaporodásának nyomása, az ugyanazon faj egyedei közötti harc a túlélésért (pontosabban, a szaporodás lehetőségéért), és a környezethez legjobban alkalmazkodó, „legalkalmasabb” egyedek túlélése (szaporodása).
Ez a felfedezése apránként, az összegyűjtött tények sok éves elemzése és rendszerezése közben állt össze. Komoly problémát okozott neki, hogyan fogadtassa el elméletét a közvéleménnyel, hisz a tudománynak általában az egyház által felállított keretek között kellett dolgoznia, és Darwin komolyan tartott attól, hogy alapvetően naturalista munkája veszélybe sodorhatja.
Ezeket a gondolatait egy, a történészek által 1839-re datált írásban foglalta össze; e munkájának egy későbbi, 35 oldalasra bővített változatát ő maga 1842-re keltezte. A természetes kiválasztódás által irányított evolúció elmélete lényegében készen állt, mire Darwin a Down házba költözött, de Darwin a várható reakcióktól tartva jobbnak látta, hogy további két évig fiókjában őrizgesse az írást. 1844-ben a korábbi vázlatot már 50 000 szavas, 189 oldal hosszú kézirattá bővítette, és azt egy helyi tanítóval letisztáztatta. Ezután az írást letette egyéb iratai közé, rávezetve egy kérést, hogy halála után felesége publikálja az anyagot.
Pontosabban szólva, nem teljesen zárta a fiókjába a kéziratot. A Voyage of the Beagle (A Beagle utazása) második, bővített (1845-ös) kiadásában egy sor kiegészítést szórt el különböző helyeken. Howard Gruber a két kiadást összehasonlítva kimutatta, hogy ezeket a betoldásokat a második kiadásból kiemelve és megfelelően összerendezve összeáll „az a tanulmány, amely csaknem minden gondolatát összegzi” a természetes kiválasztódás irányította evolúcióról. Az egyetlen magyarázat az lehet erre, hogy Darwint nyugtalanította az utókor, és saját elsőbbségének biztosítása. Ha időközben valaki előállt volna ugyanezekkel a gondolatokkal, akkor rámutathatott volna a beszúrt bekezdésekből összeálló „kísértettanulmányra”, igazolva, hogy ezeket a gondolatokat ő vetette először papírra.
Időközben megpróbált gondoskodni arról is, hogy ha egyszer rászánja magát tanulmányának publikálására, akkor azt könnyebben elfogadják, ezért biológusként is megpróbált hírnevet szerezni magának. Tíz évvel a Beagle hazaérkezése után, 1844-ben részletesen tanulmányozni kezdte a kacslábú rákokat (Cirripedia). Részben a Dél-Amerikában gyűjtött anyagaira támaszkodva végül 1856-ra elkészült egy terjedelmes, három kötetes munkával, ami megdöbbentő eredmény volt egy olyan embertől, aki erről a témáról még nem publikált semmit. Hátráltatta, hogy sokat betegeskedett, ráadásul ebben az időszakban halt meg előbb apja, majd pedig legkedvesebb lánya, Annie.
Munkájáért a Royal Society neki ítélte a természetkutatóknak adható legnagyobb elismerést, a Royal-érmet. Így hát biológusként is tekintélyt szerzett magának, és nagyon pontosan tisztában volt az egymáshoz hasonló fajok közötti árnyalatnyi különbségek jelentőségével. Még mindig habozott azonban, hogy közreadja-e az evolúcióról megfogalmazott gondolatait, bár az a néhány bizalmasa, akivel a kérdést megvitatta, nagyon ösztökélte erre. Mindenesetre az 1850-es évek közepén elkezdte összegyűjteni anyagait, hogy egy vaskos, elképzelései szerint minden ellenkezést legyőző, súlyos érveket felsorakoztató kötetbe rendezze azokat. „1854 szeptemberétől” – írta később önéletrajzában – „minden időmet óriási mennyiségű feljegyzésem rendezésére, valamint a fajok átalakulásáról tett megfigyelésekre és kísérletekre fordítottam”. Kétséges, hogy egyáltalán megjelent volna-e ez a hatalmas munka még Darwin életében, ám amikor Alfred Russel Wallace az övéhez hasonló gondolatokkal állt elő, maga is rákényszerült a publikálásra. Elgondolásait egy 1855-ben publikált cikkében adta közre anélkül, hogy abban magyarázatot adott volna arra, hogyan vagy miért válnak szét a fajok két vagy több, egymáshoz közeli alfajra).
Levelezése Wallace-szal és Wallace Darwinéihoz hasonló gondolatokat kifejtő munkássága arra késztette Darwint, hogy további késlekedés nélkül írja meg és adja ki A fajok eredetét. A nemcsak a tudományos közösségre, de az egész világra erősen ható könyvet John Murray 1859. november 24-én jelentette meg.

### A fajok eredetének fogadtatása
A reakció a várakozásoknak megfelelően elutasító volt, de Darwin jól választotta meg szövetségeseit, így például Joseph Hooker, Sir Charles Lyell, Herbert Spencer is támogatta. Thomas Huxley feladta a bibliai teremtésbe vetett hitét, de korábban nem teljesen fogadta el az evolúciós elméletet. A fajok eredetének elolvasása után azonban első reakciójaként kijelentette: "Milyen nagyon ostoba vagyok, hogy nekem eszembe sem jutnak ilyen gondolatok."
1860 júniusában a brit Tudományos Haladásért Szövetség összeült Oxfordban A fajok eredetének megvitatására. Többen felszólaltak a darwinizmus ellen, köztük Oxford püspöke, Samuel Wilberforce és Robert FitzRoy, a Beagle kapitánya is.
A fajok eredetében foglalt eszmék azonban gyorsan utat törtek maguknak. Így például 1872. május 24-én a Magyar Tudományos Akadémia is tagjává választotta Darwint, egy évre rá a könyv már magyarul is megjelent. A radikálisan új gondolatok gyors térnyerése egyrészt annak köszönhető, hogy teljes címe – A fajok eredete természetes kiválasztás útján, vagyis az előnyös válfajok fennmaradása a létért folyó küzdelemben – telitalálat, ami közérthetően és pontosan foglalja össze a lényeget, másrészt meg annak, hogy maga a könyv rendkívül didaktikus, könnyen érthető.

### Időskorában
1861-től már többnyire csak botanikával foglalkozott. A növények tanulmányozását még az állatokról és az evolúcióról szóló munkáiban is fontosnak tartotta. Nem tartotta magát profi botanikusnak vagy taxonómusnak, botanikai kutatásait pihenésnek vagy hobbinak tekintette. 1878-ban azonban a párizsi Académie des Sciences-be kifejezetten a botanikai munkája miatt választották be.
Több könyvet is írt ezen kutatásairól:
- On the Various Contrivances by which British and Foreign Orchids are Fertilised by Insects (1862)
- Insectivorous Plants (1875)
- The Movements and Habits of Climbing Plants (1875)
- The Effect of Cross and Self-Fertilisation in the Vegetable Kingdom (1876)
- The Different Forms of Flowers on Plants of the Same Species (1877)
- The Power of Movement in Plants (1880)

## Fontosabb művei
- 1839. Útleírásának első kiadása: Journal of researches into the natural history and geology of the countries visited during the voyage of H.M.S. >Beagle< round the world.
- 1859. november 24. A fajok eredete természetes kiválasztás útján, vagy a létért való küzdelemben előnyhöz jutott fajták fennmaradása (On the Origin of Species by Means of Natural Selection, or the Preservation of favoured races in the struggle for life)
- 1871 Az ember származása és a nemi kiválasztás

## Kevésbé ismert művei
- 1862 Az orchideák megtermékenyítéséről
- 1868 Az állatok és növények megváltozása a háziasítás állapotában
- 1869 Egy és ugyanazon növény virágainak különböző formáiról
- 1872 Az érzelmek kifejezéséről embernél és állatoknál
- 1876 A keresztező és önbeporzás hatása a növényvilágban

## Magyarul megjelent művei
- A fajok eredete a természeti kiválás útján, 1-2.; ford. Dapsy László, revid. Margó Tivadar; Természettudományi Társulat, Budapest, 1873–1874 (Természettudományi Könyvkiadó Vállalat)
- Az ember származása és az ivari kiválás, 1–2.; ford. Török Aurél, Entz Géza, Fülöp Zsigmond, életrajz Margó Tivadar; Természettudományi Társulat, Budapest, 1884 (Természettudományi Könyvkiadó Vállalat)
- Az ember származása és az ivari kiválás; ford. Seress László; Vas, Budapest, 1896
- Darwin Károly: A fajok eredete; Vass, Budapest, 1905
- Darvin Károly: Harc a természetben, 1-2. / A fajok eredete; bev., átdolg. Mikes Lajos; Magyar Kereskedelmi Közlöny, Budapest, 1909
- Az ember származása és az ivari kiválás, 1-2.; ford. Entz Géza, Fülöp Zsigmond, Madzsar József; Athenaeum, Budapest, 1910 (Természettudományi Könyvtár)
- Fajok keletkezése természetes kiválasztás útján, vagy Az életrevalóbb tenyészfajok boldogulása a létért való küzdelemben, 1-2.; ford. Mikes Lajos; Athenaeum, Budapest, 1911 (Természettudományi könyvtár)
- Egy természettudós utazása a Föld körül, 1-2.; ford. Fülöp Zsigmond; Révai, Budapest, 1913
- Az ösztönről; ford. Fülöp Zsigmond; Kurcz-Fejér Ny., Budapest, 1913 (Darwin-könyvtár)
- Egy természettudós utazásai; bev., jegyz. Boros István; Művelt Nép, Budapest, 1951
- A fajok eredete. Természetes kiválasztás útján, vagy a létért való küzdelemben előnyhöz jutott fajták fennmaradása / Charles Darwin önéletrajza; ford. Mikes Lajos, Szász Béláné, bev., jegyz., életrajz Boros István; Akadémiai–Művelt Nép, Budapest, 1956 (Darwin válogatott művei)
- Egy természettudós utazásai. Napló az R. A. Fitz Roy kapitány parancsnoksága alatt álló Beagle földkörüli útja alkalmával meglátogatott országok természetrajzáról és geológiájáról; ford. Fülöp Zsigmond, jegyz., életrajz Boros István; Akadémiai–Bibliotheca, Budapest, 1957 (Darwin válogatott művei)
- Állatok és növények változásai háziasításuk során, 1-2.; ford. Pusztai Jánosné; Akadémiai, Budapest, 1959–1960
- Az ember származása és a nemi kiválasztás; ford. Katona Katalin, bev. Malán Mihály, jegyz. Malán Mihály, Loksa Imre, életrajz Benkő Gyula, Boros István; Gondolat, Budapest, 1961 (Charles Darwin válogatott művei)
- Az ember és az állat érzelmeinek kifejezése; ford. Pusztai János; Gondolat, Budapest, 1963 (Charles Darwin válogatott művei)
- A darwini gondolat. Szemelvények; vál., utószó, jegyz. ifj. Szabó T. Attila; Kriterion, Bukarest, 1971 (Téka)
- A fajok eredete természetes kiválasztás útján vagy a létért való küzdelemben előnyhöz jutott fajták fennmaradása / Charles Darwin önéletrajza; ford. Mikes Lajos, Prokop Gabriella, jegyz. Boros István; Magyar Helikon–Európa, Budapest, 1973
- Egy természettudós utazása a Föld körül; ford. Fülöp Zsigmond, előszó, jegyz. Both Mária, Csorba F. László; Kossuth, Budapest, 1996
- A fajok eredete természetes kiválasztás útján; ford., előszó Kampis György; Typotex, Budapest, 2001 (Az evolúciós gondolat sorozata)

## Viták munkásságáról
Darwin a maga idejében még sok dolgot nem tudott kellően megmagyarázni, de a támadások nem feltétlenül emiatt érték. Az Anglikán Közösség hevesen elutasította fő művét, a Fajok eredetét. Mintegy kétszáz évvel Darwin születése után, 2008. szeptember 14-én kelt nyilatkozatában ezért bocsánatot kért tőle az egyház, amiért "félreértette" a fajok eredetéről szóló művét.
Sok állítását a bibliai teremtéstörténeten alapuló eredetmagyarázatok hívei és a kreacionista mozgalmak máig támadják, de a biológia későbbi fejlődésével a legalapvetőbb darwini paradigmák igaznak bizonyultak. Elméletének a genetikával való sikeres egyesítéséből született a neodarwinizmus. Tudományos körökben ma már az evolúció maga teljes körű elfogadottságnak örvend, az elmélet részleteivel kapcsolatban viszont továbbra is termékeny viták zajlanak (például arról, hogy mi a szelekció alapegysége).
Egyesek (például Michael J. Behe, az intelligens tervezés híve) a sejtszintű molekuláris rendszerek (sejtszervecskék) evolúció általi keletkezésének lehetőségét tagadják.
Biológusok körében megfogalmazódott az az elmélet, miszerint a földi élővilág idegen eredetű (exogenezis-elmélet). Az exogenezis (pánspermia) bolygóközi távolságokon elméletben lehetséges, de valós bizonyítékot még senki sem talált arra, hogy valóban így kerülhetett-e az élet a Földre. Egyes, túlnyomórészt vallásos mozgalmak úgy gondolják, hogy a földi élet egy tudatos külső erő hatására jött létre. Ezen feltevés alátámasztására a jelenlegi tudományos paradigmán belül bizonyíték nem áll rendelkezésre. E nézetek azonban nem mondanak ellent Darwin nézeteinek, hiszen ő egyáltalán nem foglalkozott az élet eredetének kérdésével.
Vannak, akik nézeteit kiterjesztették az emberi társadalomra (szociáldarwinizmus), mondván, hogy ott is a „legalkalmasabb" csoportok (fajták, változatok) tudnak fennmaradni, életben maradni, szelektálódni. Újabban a természetes kiválasztódás elméletét, az evolúciós szemléletet más társadalomtudományi területeken (többek között a pszichológiában, gazdaságtudományokban stb.) is megpróbálták alkalmazni, így született meg például a memetika is, melynek kidolgozói a gének és a kultúrák, eszmék, gondolatok, vallások (ill. az ezeket hordozó információ-csomagok, az ún. mémek) terjedése, viselkedése között vonnak párhuzamot (Richard Dawkins).
Cristopher Booker kijelentette: „Egy évszázaddal Darwin halála után, ma ugyanúgy, mint azelőtt, a legcsekélyebb bizonyítható vagy elfogadható magyarázattal sem rendelkezünk arra vonatkozóan, hogyan ment végbe a valóságban az evolúció – és ez az utóbbi években az egész kérdésben a nézeteltérések szokatlan sorozatához vezetett... az evolucionisták között csaknem nyílt háborúskodás áll fenn, amelyben minden [evolucionista] irányzat új módosításokat sürget.” Arra a következtetésre jutott: „Hogyan és miért ment végbe a valóságban, arról halvány sejtelmünk sincs és valószínűleg sohasem lesz.”  A brit New Scientist c. folyóirat megjegyezte, hogy „egyre több tudós, főleg, egyre nagyobb számú evolucionista . . . azt állítja, hogy Darwin fejlődéselmélete alapjában véve egyáltalán nem tudományos elmélet... A kritikusok között sokan a legmagasabb akadémiai végzettséggel rendelkeznek.”  A chicagói Természettörténeti Múzeum által kiadott Bulletin azonban azt írja: „Darwin [evolúciós] elmélete mindig szorosan kapcsolódott a kövületi bizonyítékokhoz, és valószínűleg sokan azt feltételezik, hogy a kövületeknek jelentős szerepük volt az általános bizonyítási eljárás során a fejlődéstörténet darwini magyarázatának alátámasztására. Sajnos, ez nem egészen igaz.” 

### Magyarul
- A fajok eredete magyar nyelven (Typotex, 2003) – Kampis György fordításában (MEK)
- Darwin-nap
- Charles Darwin és Alfred Russel Wallace vitatott kapcsolata (Urbanlegends.hu)
- Charles Darwin.lap.hu
- John Gribbin: A tudomány története 1543-tól napjainkig (Akkord Kiadó, Budapest, 2004 – ISBN 963-9429-56-2)
- Daniel C. Dennett: Darwin veszélyes ideája; ford. Kampis György, Kavetzky Péter; Typotex, Budapest, 2008, ISBN 978-963-9664-92-0
- Steve Jones: Darwin szelleme (Typotex Kiadó, 2003 – ISBN 978-963-9326-75-0)
- Charles Robert Darwin – Kertészeti lexikon, tuja.hu
- Margó Tivadar: Darwin és az állatvilág; Aigner, Pest, 1869
- Az ember származása. "A megcáfolt darwinismus" cimű tanulmány után; ford. Michalek Manó; Szent István Társulat, Pest, 1872 (Házi könyvtár)
- Schleicher Ágost: Darwin és a nyelvtudomány; ford. Edelspacher Antal; Pfeifer, Budapest, 1878
- Margó Tivadar: Emlékbeszéd Charles Robert Darwin k. tag felett; Akadémia, Budapest, 1884 (A Magyar Tudományos Akadémia elhunyt tagjai fölött tartott emlékbeszédek)
- Szilvek Lajos: Darwin állatpsychológiája. Elvek, tények, fejtegetések; Athenaeum Ny., Budapest, 1895
- Arnold Dodel: Mózes-e vagy Darwin?; ford. Tarczai Lajos; Martos, Budapest, 1905
- Harald Höffding: Darwin élete és tana; ford. Zoltán Vilmos; Lampel, Budapest, 1908 (Magyar könyvtár)
- Géczy Barnabás: Lamarck és Darwin; Magvető, Budapest, 1982 (Gyorsuló idő)
- Darwin öröksége és időszerűsége a pszichológiában; szerk. Pléh Csaba, Bereczkei Tamás; Akadémiai, Budapest, 2010 (Pszichológiai szemle könyvtár)
- Kétszáz éve született Charles Darwin. 1809–2009; szerk. Szabó Péter, Sütő Csaba András; Nyugat-magyarországi Egyetem Apáczai Csere János Kar, Győr, 2010
- David Quammen: A kétkedő Darwin. Az evolúcióelmélet eredete; ford. Morvay Krisztina; HVG Könyvek, Budapest, 2014 (Nagy felfedezések)
- Anna Sproule: Charles Darwin. Az evolúciós elmélet; ford. Magyarics Tamás; Talentum, Budapest, 1993 (Tudósok, akik megváltoztatták a világot)
- Stellan Ottosson: Darwin. Az óvatos forradalmár; előszó Nils Uddenberg; Typotex, Budapest, 2019
- "Darwin and His Finches: The Evolution of a Legend" – Sulloway, Frank J. (1982). Journal of the History of Biology. 15 (1): 1–53.